# Inna Deriglàzova
Inna Vassílyevna Deriglàzova (rus: Инна Васильевна Дериглазова, nascuda el 10 de març de 1990 a Kurtxàtov) és una esgrimista russa especialitzada en floret, guanyadora de la medalla olímpica d'or en floret individual a Rio de Janeiro 2016 i la medalla de plata en floret per equips a Londres 2012.